# Lesbian Nation (actiegroep)
Lesbian Nation was een Nederlandse lesbisch-feministische actiegroep die actief was van 1976 tot midden jaren 80. De groep vernoemde zich naar het boek Lesbian Nation: The Feminist Solution (1973) van de Amerikaanse schrijfster Jill Johnston. Lesbian Nation was een los-vast verband van vijftien tot twintig vrouwen, die makkelijk met andere feministen samenwerkten en daardoor in staat waren verschillende culturele en politieke instellingen en activiteiten (mede) mogelijk te maken. De groep was voornamelijk in Amsterdam actief, maar ook wel daarbuiten.

## Achtergrond
In het boek Lesbian Nation zette Johnston haar opvattingen uiteen over het radicaal lesbisch feminisme. Ook brak ze een lans voor het lesbisch separatisme door te stellen dat vrouwen geheel zouden moeten breken met mannen en de door de mannen gedomineerde maatschappij. Dat separatisme bestond eruit dat feministen allerlei organisaties vormden, en activiteiten ontplooiden, waarbij omgang met mannen zoveel mogelijk werd vermeden. Tijdens de tweede feministische golf hebben tal van individuen en groepen op enig moment separatistisch gedrag vertoond. Aanvankelijk kwam dit vooral tot uitdrukking in de vele vrouwenpraatgroepen, maar later ontstonden vrouwencafés, vrouwenhuizen, vrouwenfestivals en hulpcentra en gezondheidszorg exclusief voor vrouwen. Halverwege de jaren zeventig van de twintigste eeuw ontstonden met name in de VS talloze woongemeenschappen en communes, zowel in de steden als op het platteland. Daar trachtte men, zonder met mannen samen te werken, een lesbisch-feministische identiteit en cultuur te scheppen. Waar het niet lukte om een geografische afzondering te realiseren, viel men terug op de metafoor voor lesbische verbondenheid en onafhankelijkheid zoals de term lesbian nation bedoeld was.

## Ontstaan
In het Amsterdamse Vrouwenhuis waren enkele tientallen lesbische vrouwen actief en onder meer betrokken bij abortusdemonstraties in 1974, 1975 en 1976. Vier van hen hadden zich in 1972 verenigd onder de naam Paarse September, een radicaal lesbisch-feministische actiegroep, die zich bewust provocerend gedroeg. Nadat deze zich in 1974 had opgeheven, kwamen leden en sympathisanten daarvan nog geruime tijd bijeen in het Vrouwenhuis, onder de naam 'Dochters van Bep'. Aan radicalisme hadden zij nog niet ingeboet, maar elders in het gebouw waren vrouwen actief die seksualiteit veel minder bepalend voor hun identiteit vonden. Uit de ideologische ruimte tussen beide uitersten ontstond een praatgroep die zich aanvankelijk de 'Zondagsgroep' noemde. Nadat de deelnemers kennis hadden genomen van het boek van Johnston, fantaseerden ze over het gezamenlijk verhuizen naar een eiland waar alleen lesbische vrouwen zouden wonen en werken. Deze fantasie, want dat zou het blijven, had een inspirerende functie. Ze organiseerden in 1976 een weekend in Noordwijkerhout waar 73 vrouwen aan deelnamen en daar is de naam 'Lesbian Nation' aangenomen. De kern van de groep ontwikkelde zich tot een hechte vriendinnengroep, die lief en leed met elkaar deelden, maar voor buitenstaanders niet onbedoeld een wat gesloten indruk maakte.

## Ideologie
Van Johnston verkreeg Lesbian Nation de naam, de inspiratie van het lesbisch separatisme en de notie dat lesbianisme iets speciaals was en niet de ondergeschikte afwijking die het in de maatschappelijke realiteit (geweest) was. Op ideologisch vlak hadden ze echter meer met Monique Wittig en Adrienne Rich. Wittig leerde ze het lesbianisme vooral niet te definiëren als 'niet-hetero', maar op zoek te gaan naar een specifieke en originele lesbische identiteit. Dat had mede tot gevolg dat de groep aanvankelijk vooral naar binnen gericht was en naar de buitenwereld toe nooit erg mededeelzaam is geweest. Eveneens van grote invloed was het essay "Compulsory Heterosexuality and Lesbian Existence", dat Rich in 1980 publiceerde. Daarin stelt ze dat heteroseksualiteit de mens niet eigen is, maar een sociale institutie die geschapen is om het onderdrukkende patriarchaat in stand te houden. De gehele maatschappij zou doordrenkt zijn van heteronormativiteit en tekenen van lesbianisme zouden actief uit de geschiedenis zijn verwijderd. Een exclusief op vrouwen gerichte levenshouding, al dan niet praktiserend lesbisch, is in die visie een daad van verzet. Wittig vond het geen goed idee dat heteroseksuele feministen aangespoord werden om lesbische relaties aan te gaan, zoals Paarse September had gepropageerd, maar wel dat lesbische relaties inherent gezonder zijn, omdat ze niet verbonden zijn met onderdrukking. De vrouwen van Lesbian Nation voelden zich daarom in zekere mate superieur en vonden hun activiteiten daden van verzet tegen de patriarchale heersende orde.

### Identiteit
Terwijl het bewonen van een eigen eiland meer en meer een metafoor werd, experimenteerde Lesbian Nation op verschillende wijzen met het scheppen van een lesbische identiteit. Zo probeerden ze een androgyne kledingstijl uit en hadden ze uitgebreide discussies met buitenlandse lesbische vrouwen, onder meer op het Deense vrouwenkamp Femølejren. In aansluiting op de lesbisch-feministische ideologie dat monogamie en imperialisme voortkomen uit dezelfde mannelijke bezitsdrang, probeerden men diverse niet-monogame relatievormen uit.
In 1979 publiceerde de groep het Lesbisch Prachtboek, een verzameling interviews, artikelen en gedichten die eveneens inzicht moesten verschaffen in de lesbische identiteit. Het trachten te ontdekken van een verborgen gewaande lesbische geschiedenis in onder meer vruchtbaarheidsmythen en de heksenvervolging paste ook in dat streven. De groep zelf noemde het boek een voorbeeld van hun "lesbische culturele guerilla".

## Cultuur
In 1976 organiseerde Lesbian Nation, samen met enkele vrouwen die niet tot de groep behoorden, een Vrouwenfestival in het Vondelpark in Amsterdam. Het festival had een onmiskenbaar lesbisch tintje, maar stond open voor alle geïnteresseerde vrouwen. Een jaar later werd nog zo'n festival georganiseerd, waarbij onder meer een groep als Amazonen verklede vrouwen door het park reed, maar daarna werd de traditie niet voortgezet.
Het samen met andere vrouwen organiseren van activiteiten zou voor Lesbian Nation kenmerkend worden. In wisselende samenstellingen met anderen waren leden van de groep betrokken bij de oprichting van onder meer uitgeverij 'Virginia', Mama Cash, de tijdschriften Lust en Gratie en Diva en boekhandel Xantippe. Ook was men betrokken bij de opening van het eerste feministische vrouwencafé van de hoofdstad, 't Schaartje, en nadien bij de opvolger daarvan: Saarein.

## Activisme

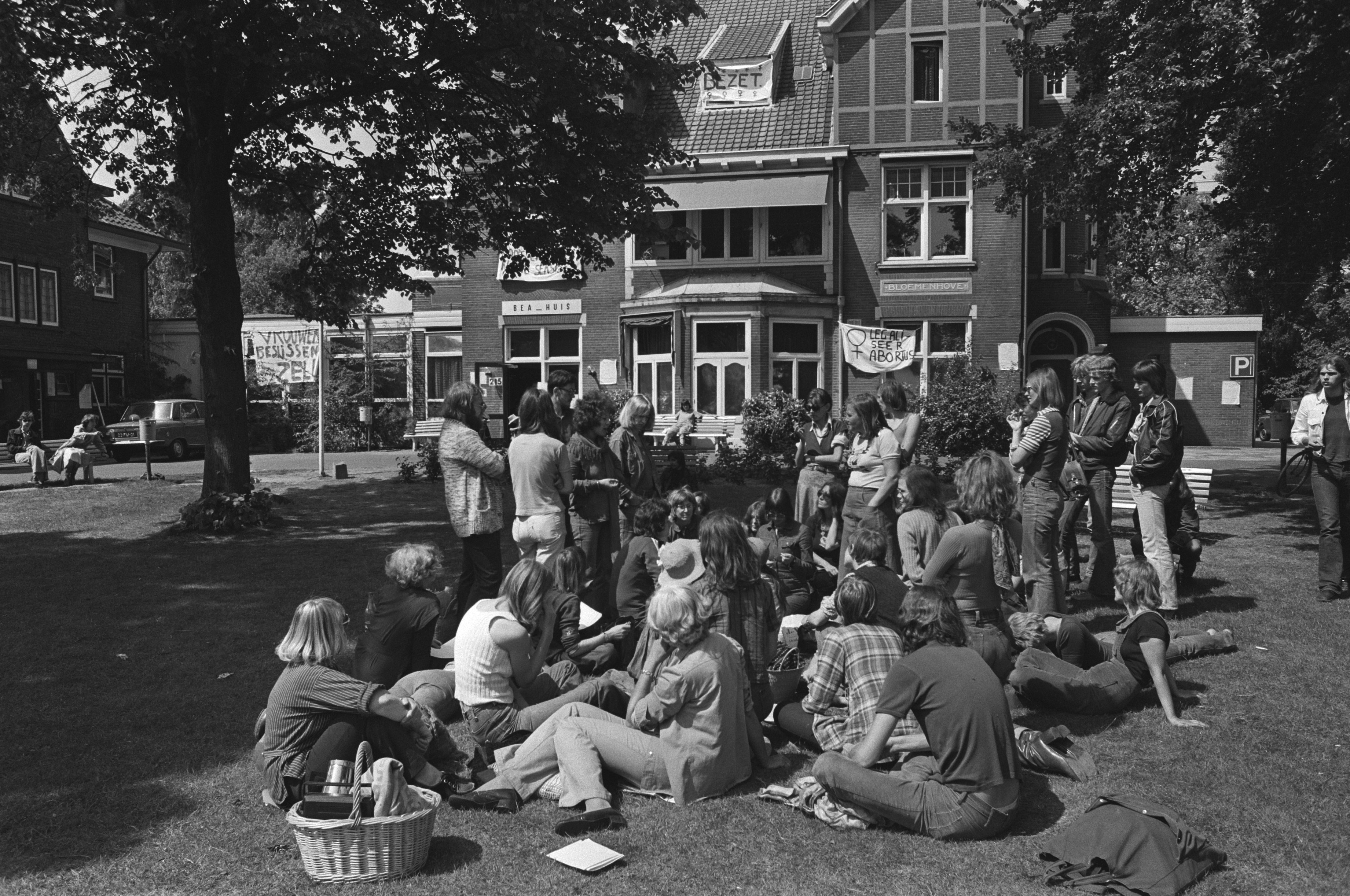
Bezetting Bloemenhove in 1976

Leden van Lesbian Nation namen deel aan de bezetting in 1976 van de Bloemenhovekliniek voor abortus, nadat minister van Justitie Dries van Agt die dreigde te sluiten. Vijf jaar later waren ze ook aanwezig bij de landelijke vrouwenstaking, opnieuw een actie in de abortusstrijd. In 1977 speelden ze een hoofdrol bij het organiseren van de eerste grote homodemonstratie, die in latere jaren zou uitgroeien tot de Roze Zaterdag.
Deelname aan grotere of zelfs landelijke acties plaatste het opzettelijk gereserveerde Lesbian Nation voor twee dilemma's. Ten eerste was het de vraag met wie wel en met wie niet zou worden samengewerkt en dat vraagstuk was onderwerp van lange discussies. Leden namen deel aan een verscheidenheid aan demonstraties en acties, ook als die door mannen werden georganiseerd. Organisatorische samenwerking met mannen was voor Lesbian Nation weliswaar uitgesloten, maar van individuele leden werd niet verwacht dat ze alle politieke contacten met mannen uit de weg gingen. Het tweede dilemma betrof de publieke zichtbaarheid van de groep en de gekozen strategie was er een van speelsheid in beperking. Tijdens de door de groep georganiseerde homodemonstratie van 1977 droegen leden witte kleding, waarmee ze voor ingewijden herkenbaar waren, maar men regelde het onder de naam 'International Lesbian Alliance' en Maaike Meijer van Paarse September vroeg de vergunning aan.
In de omgang met andere feministen was de groep niet dogmatisch en zeker niet zo separatistisch als elders in Europa wel het geval was. Omgang en samenwerking met heteroseksuele feministen was goed mogelijk, hoewel er ook wel meningsverschillen werden uitgevochten. 
Aanvankelijk vond Lesbian Nation Paarse September te dogmatisch, maar het vermogen van de groep om met andere feministen samen te werken leidde er onder meer toe dat leden van Paarse September in een later stadium weer met Lesbian Nation in zee gingen. Zo was Maaike Meijer betrokken bij het Lesbisch Prachtboek, en schreef Noor van Crevel ook voor publicaties van de groep.

## Archipel
Lesbian Nation is actief geweest tot midden jaren 80. Leden werden in toenemende mate in beslag genomen door afstuderen, carrières en niet in het minst de (culturele) projecten die de groep zelf mede mogelijk had gemaakt. Het utopisme waaruit de groep was geboren, werd als drukkend ervaren en de lesbische geaardheid was in zoverre geëmancipeerd dat terugtrekken in een kleinere groep minder voor de hand lag.
In de jaren tachtig was er, mede door toedoen van Lesbian Nation, sprake van een hausse aan op (lesbische) vrouwen gerichte instellingen, zoals cafés, campings, festivals en dergelijke. Een bloeiende lesbische mediacultuur verbond deze archipel van lesbische eilandjes met de lesbische vrouwen van Nederland en halverwege die jaren tachtig werd lesbisch zijn zelfs 'hip'.